# Mycena flos-nivium
Mycena flos-nivium är en svampart som beskrevs av Kühner 1952. Mycena flos-nivium ingår i släktet Mycena och familjen Mycenaceae.   Inga underarter finns listade i Catalogue of Life.